# Danh sách quân chủ Đan Mạch
Đây là danh sách vị quân chủ Đan Mạch, trong đó có:
- Vương quốc Đan Mạch (đến năm 1397)
  - Liên minh cá nhân Đan Mạch và Na Uy (1380–1397)
- Liên minh Kalmar (1397–1536)
  - Liên minh Đan Mạch, Na Uy và Thụy Điển (1397–1523)
  - Liên minh Đan Mạch và Na Uy (1523–1536/1537)
- Vương quốc thống nhất Đan Mạch–Na Uy (1536/1537–1814)
- Vương quốc Đan Mạch (1814–hiện tại)
  - Iceland (kể từ liên minh giữa Đan Mạch và Na Uy năm 1380; vương quốc độc lập trong liên minh cá nhân với Đan Mạch 1918–1944; một nước cộng hòa có chủ quyền từ năm 1944)
  - Greenland (kể từ khi liên minh giữa Đan Mạch và Na Uy vào năm 1380; sự kiểm soát hiệu quả của Đan Mạch–Na Uy bắt đầu vào năm 1721; sáp nhập vào vương quốc Đan Mạch vào năm 1953; quy tắc nội bộ được áp dụng vào năm 1979; chế độ tự trị được áp dụng vào năm 2009; Greenland có 2 trong số 179 ghế ở Quốc hội Đan Mạch Folketinget)
  - Quần đảo Faroe (kể từ khi liên minh giữa Đan Mạch và Na Uy năm 1380; Quận Đan Mạch 1816–1948; quy tắc nội bộ được áp dụng năm 1948; Quần đảo Faroe có 2 trong số 179 ghế trong quốc hội Đan Mạch Folketinget)

## Vua từ thế kỉ VIII đến thế kỉ X
- Ongendus (Angantyr): 710
- Sigfred: Năm 780–790
- Gudfred: 804–810
- Hemming: 810–811/812
- Sigurd Hring: 812

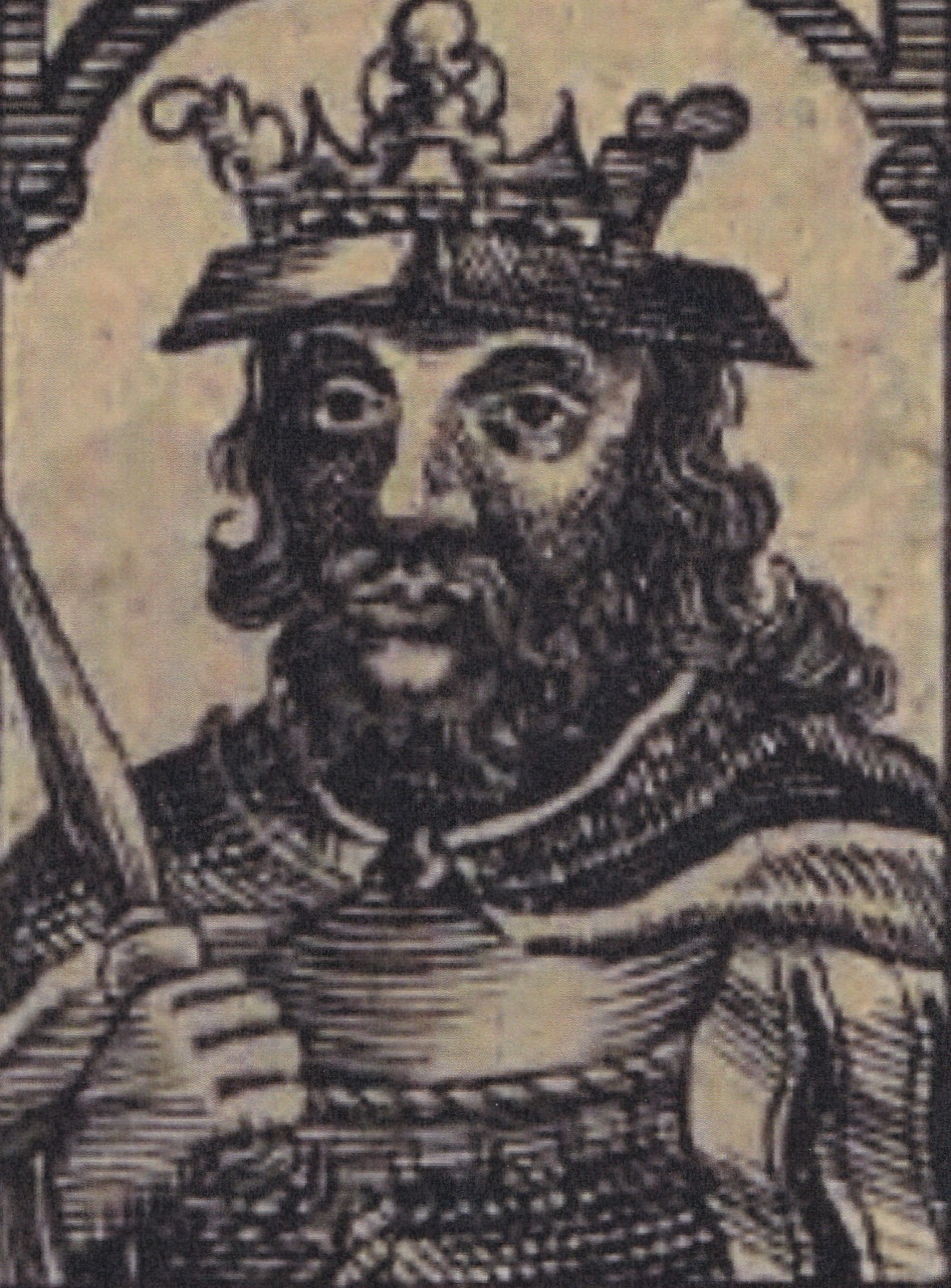
Sigfred (780 - 790)

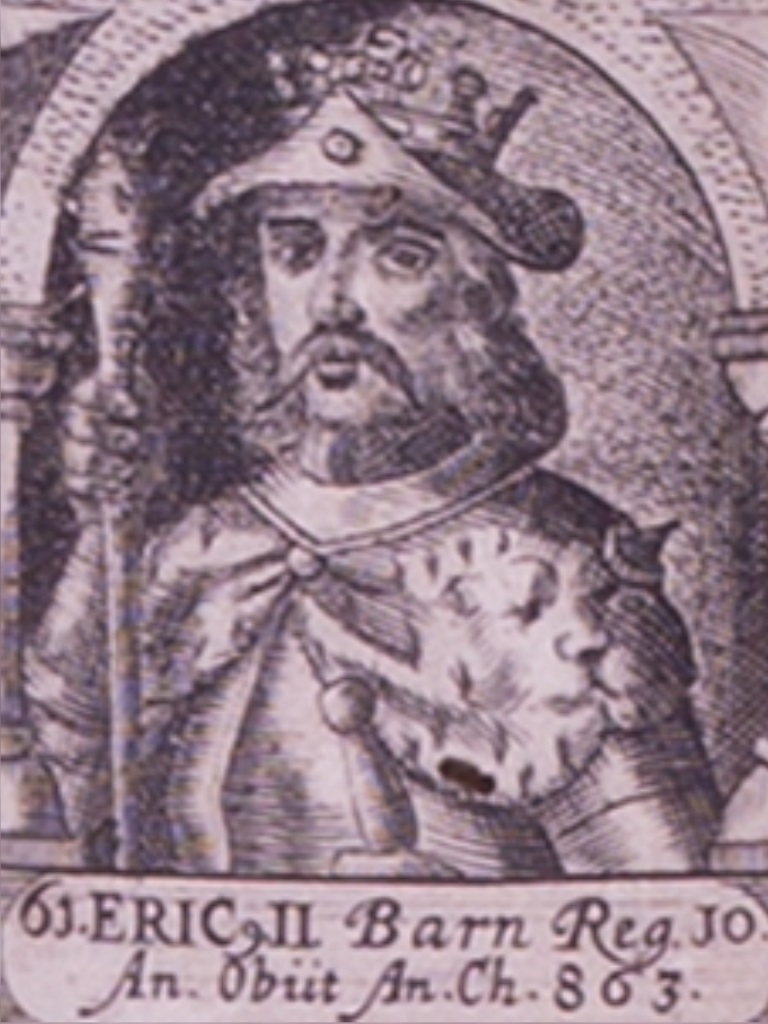
Horik II

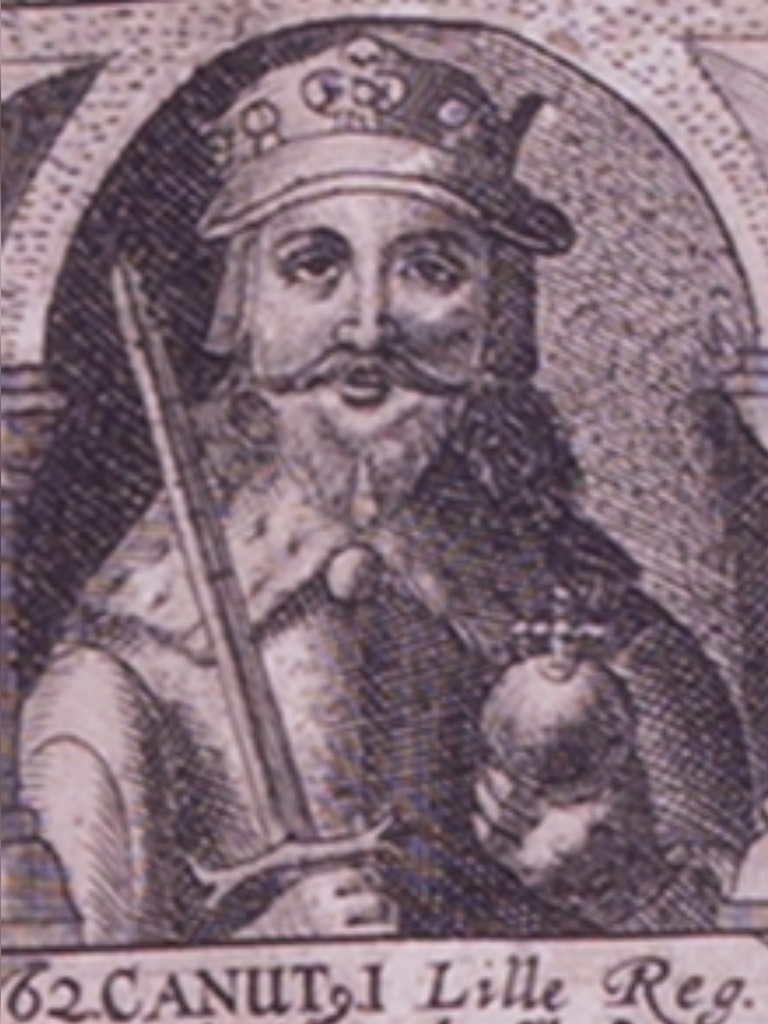
Knud I của Đan Mạch

- Harald Klak, Ragnfrid và Hemming Halfdansson: 812–813
- Con Của Gudfred: 814–820
  - Horik I: (814) 827–854
- Horik II (Erik Barn): 850–860
- Vua thế kỉ 9
  - Bagsecg: k.860–871
  - Halfdan: 871–877
  - Sigfred: k. 873–891
  - Godfrid: k. 880
- Heiligo (Helge): 890s
- Thế Kỷ X
  - Olof
  - Gyrd và Gnupa
  - Sigtrygg
- Knud I (Hardeknud hoặc Hardegon): 930s

## Nhà Gorm den Gamle
| Tên                        | Chân dung                                                      | Sinh - mất                     | Trị vì                            | Hôn nhân                                                                               |
| -------------------------- | -------------------------------------------------------------- | ------------------------------ | --------------------------------- | -------------------------------------------------------------------------------------- |
| Gorm Già Gorm Người Uể oải | 143x143px Lưu trữ ngày 29 tháng 9 năm 2020 tại Wayback Machine | Trước năm 900 – k. 958/963/964 | k. 936 – k. 958/963/964           | Thyra Dannebod 4 người con                                                             |
| Harald I Răng xanh         | 133x133px Lưu trữ ngày 29 tháng 9 năm 2020 tại Wayback Machine | ? – 985/986                    | k. 958/963/964 – 985/986          | Gunhild Tove của Obotrites k. 970 Gyrid Olafsdottir                                    |
| Sweyn I Tveskæg            | 133x133px Lưu trữ ngày 29 tháng 9 năm 2020 tại Wayback Machine | k. 960 – 3 tháng 2 năm 1014    | cuối năm 986 – 3 tháng 2 năm 1014 | Gunhildą /Sigríð Storråda (?) Ít nhất 8 người con                                      |
| Harald II Svendsen         | 133x133px Lưu trữ ngày 29 tháng 9 năm 2020 tại Wayback Machine | ? – k. 1018                    | 1014 – 1018 (?)                   | Không rõ                                                                               |
| Knud Đại đế                | 145x145px Lưu trữ ngày 29 tháng 9 năm 2020 tại Wayback Machine | 934 – 12 tháng 11 năm 1035     | 1018 – 12 tháng 11 năm 1035       | Ælfgifu xứ Northampton 2 người con Emma xứ Normandie 2/31 tháng 7 năm 1017 2 người con |
| Harthacnut Canute III      | 133x133px Lưu trữ ngày 29 tháng 9 năm 2020 tại Wayback Machine | k. 1018 – 8 tháng 6 năm 1042   | 1035 – 8 tháng 6 năm 1042         | Không kết hôn                                                                          |

## Nhà Fairhair
| Tên                             | Chân dung   | Sinh - mất                     | Trị vì                                    | Hôn nhân      |
| ------------------------------- | ----------- | ------------------------------ | ----------------------------------------- | ------------- |
| Magnus Olafsson Magnus Tốt bụng | không khung | k. 1024 – 25 tháng 10 năm 1197 | 8 tháng 6 năm 1042 – 25 tháng 10 năm 1047 | Không kết hôn |

## Nhà Estridsen
| Tên                                                          | Chân dung   | Sinh - mất                                | Trị vì                                            | Hôn nhân                                                                                                |
| ------------------------------------------------------------ | ----------- | ----------------------------------------- | ------------------------------------------------- | --- |
| Sweyn II Estridsson                                          | không khung | k. 1019 – 28 tháng 4 năm 1076             | 25 tháng 10 năm 1047 – 28 tháng 4 năm 1076        | Gyda của Thụy Điển k.1047/1048 Không có conGunhild Sveinsdóttir 1052 1 người conTora Torbergsdatter (?) |
| Harald III Người mềm mỏng                                    | không khung | k. 1040 – 17 tháng 4 năm 1080             | 28 tháng 4 năm 1076 – 17 tháng 4 năm 1080         | Không kết hôn                                                                                           |
| Knud IV Knud Thần thánh, Thánh Knud                          | không khung | k. 1042 – 10 tháng 7 năm 1086             | 17 tháng 4 năm 1080 – 10 tháng 7 năm 1086         | Adèle xứ Flander 1080 3 người con                                                                       |
| Oluf I Kẻ khao khát                                          | không khung | k. 1050 – 18 tháng 8 năm 1095             | 10 tháng 7 năm 1086 – 18 tháng 8 năm 1095         | Ingegerd Haraldsdatter k. 1067 1 người con                                                              |
| Erik I Người tốt bụng                                        | không khung | k. 1060 – 10 tháng 7 năm 1103             | 18 tháng 8 năm 1095 – 10 tháng 7 năm 1103         | Boedil Thurgotsdatter Trước năm 1086 1 người con                                                        |
| Niels I                                                      | không khung | k. 1065 – 25 tháng 6 năm 1134             | 1104 – 25 tháng 6 năm 1134                        | Margaret Fredkulla 1105 2 người conUlvhild Håkansdotter k. 1130 Không có con                            |
| Erik II Chân trần, Kẻ đáng nhớ                               | không khung | k. 1090 – 18 tháng 9 năm 1137             | 1134 – 18 tháng 9 năm 1137                        | Malmfrida xứ Kiev Trước 1130 Không có con                                                               |
| Erik III Con chiên (của Chúa)                                | không khung | k. 1120 – 27 tháng 8 năm 1146             | 18 tháng 9 năm 1137 – Trước 27 tháng 8 năm 1146   | Luitgard xứ Salzwedel 1143/1144 Không có con                                                            |
| Svend III Kẻ chiến trận ở xứ Grathe                          | không khung | k. 1125 – 23 tháng 10 năm 1157            | 1146 – 23 tháng 10 năm 1157                       | Adela xứ Meissen 1152 2 người con                                                                       |
| Knud V Knud Magnussen                                        | không khung | k. 1129 – 9 tháng 8 năm 1157              | 1146 – 9 tháng 8 năm 1157                         | Helena của Thụy Điển k. 1156 Không có con                                                               |
| Valdemar I Đại đế                                            | không khung | 14 tháng 1 năm 1131 – 12 tháng 5 năm 1182 | 1154 – 12 tháng 5 năm 1182                        | Sofia xứ Minsk k. 1157 8 người con                                                                      |
| Knud VI Knud Valdemarsøn                                     | không khung | k. 1163 – 12 tháng 11 năm 1202            | 12 tháng 5 năm 1182 – 12 tháng 11 năm 1202        | Gertrud xứ Bayern và Sachsen k. 1177 Không có con                                                       |
| Valdemar II Kẻ chiến thắng                                   | không khung | 9 tháng 5 năm 1170 – 28 tháng 3 năm 1241  | 12 tháng 11 năm 1202 – 30 tháng 5 năm 1232        | Markéta xứ Bohemia k.1205 2 người con Berengária của Bồ Đào Nha 1214 5 người con                        |
| Valdemar II Kẻ chiến thắng                                   | không khung | 9 tháng 5 năm 1170 – 28 tháng 3 năm 1241  | 30 tháng 5 năm 1232 – 28 tháng 3 năm 1241         | Markéta xứ Bohemia k.1205 2 người con Berengária của Bồ Đào Nha 1214 5 người con                        |
| Erik IV Kẻ "cày" tiền                                        | không khung | k. 1216 – 10 tháng 8 năm 1250             | Jutta xứ Sachsen 17 tháng 11 năm 1239 6 người con | |
| Erik IV Kẻ "cày" tiền                                        | không khung | k. 1216 – 10 tháng 8 năm 1250             | Jutta xứ Sachsen 17 tháng 11 năm 1239 6 người con | 28 tháng 3 năm 1241 – 10 tháng 8 năm 1250                                                               |
| Abel Abel Valdemarsen                                        | không khung | 1219 – 28 tháng 6 năm 1252                | 1 tháng 11 năm 1250 – 29 tháng 6 năm 1252         | Mechthild xứ Holstein 25 tháng 4 năm 1237 4 người con                                                   |
| Christoffer I Christopher Valdemarsen                        | không khung | 1219 – 29 tháng 5 năm 1259                | 29 tháng 6 năm 1252 – 29 tháng 5 năm 1259         | Margrete Sambiria 1248 3 người con                                                                      |
| Erik V Klipping (Kẻ làm mất giá [tiền]), Eric Christoffersen | không khung | 1249 – 22 tháng 11 năm 1286               | 29 tháng 5 năm 1259 – 22 tháng 11 năm 1286        | Agnes xứ Brandenburg 11 tháng 11 năm 1273 7 người con                                                   |
| Erik VI Eric Menved,Eric Eriksen                             | không khung | 1274 – 13 tháng 11 năm 1319               | 22 tháng 11 năm 1286 – 13 tháng 11 năm 1319       | Ingeborg Magnusdotter của Thụy Điển Tháng 6 năm 1296 Khoảng từ 8 - 14 người con                         |
| Christoffer II Christopher Eriksen                           | không khung | 29 tháng 9 năm 1276 – 2 tháng 8 năm 1332  | 25 tháng 1 năm 1320 – 1326                        | Euphemia xứ Pomerania 1300 Ít nhất 6 người con (?)                                                      |
| Valdemar III Valdemar Eriksen                                | không khung | 1314 – 1364                               | 1326 – 1330                                       | Richardis xứ Schwerin (?) Thế kỷ 14, không rõ năm cụ thể 2 người con                                    |
| Christoffer II Christopher Eriksen                           | không khung | 29 tháng 9 năm 1276 – 2 tháng 8 năm 1332  | 1329 – 2 tháng 8 năm 1332                         | Euphemia xứ Pomerania 1300 Ít nhất 6 người con (?)                                                      |
| Ngôi vua bỏ trống (2 tháng 8 năm 1332 – 21 tháng 6 năm 1340) |             |                                           |                                                   | |
| Valdemar IV Atterdag, Valdemar Christoffersen                | không khung | 1320 – 24 tháng 10 năm 1375               | 24 tháng 6 năm 1340 – 24 tháng 10 năm 1375        | Hedwig xứ Schleswig 1340 Ít nhất 6 người con                                                            |

## Nhà Bjelbo
| Tên                   | Chân dung   | Sinh - mất                             | Trị vì                                  | Hôn nhân      |
| --------------------- | ----------- | -------------------------------------- | --------------------------------------- | ------------- |
| Oluf II Oluf Håkonsen | không khung | Tháng 12 năm 1370 – 3 tháng 8 năm 1387 | 3 tháng 5 năm 1376 – 3 tháng 8 năm 1387 | Không kết hôn |

## Nhà Estridsen
| Tên                                                                                       | Chân dung   | Sinh - mất                                 | Trị vì                                     | Hôn nhân                                          |
| ----------------------------------------------------------------------------------------- | ----------- | ------------------------------------------ | ------------------------------------------ | ------------------------------------------------- |
| Margrete I Margrete Valdemarsdatter, Semiramis của phương Bắc, Quý Vua bà, Vị vua bất lực | không khung | 15 tháng 3 năm 1353 – 28 tháng 10 năm 1412 | 10 tháng 8 năm 1387 – 28 tháng 10 năm 1412 | Håkon VI của Na Uy 9 tháng 4 năm 1363 1 người con |

## Nhà Pomerania
| Tên                        | Chân dung   | Sinh - mất                      | Trị vì                                     | Hôn nhân |
| -------------------------- | ----------- | ------------------------------- | ------------------------------------------ | --- |
| Erik VII Erik xứ Pomerania | không khung | 1381/1382 – 24 tháng 9 năm 1459 | 28 tháng 10 năm 1412 – 24 tháng 9 năm 1439 | Philippa của Anh 26 tháng 10 năm 1406 Không có conCecilia (?) Giữa năm 1330 và năm 1459, Không rõ thời gian cụ thể Không có con |

## Nhà Wittelsbach (nhánh Pfalz-Neumarkt)
| Tên                                 | Chân dung   | Sinh - mất                                 | Trị vì                                    | Hôn nhân                                                 |
| ----------------------------------- | ----------- | ------------------------------------------ | ----------------------------------------- | -------------------------------------------------------- |
| Christoffer III Christoph xứ Bayern | không khung | 26 tháng 2 năm 1456 – 5/6 tháng 1 năm 1448 | 9 tháng 4 năm 1440 – 5/6 tháng 1 năm 1448 | Dorothea xứ Brandenburg 12 tháng 9 năm 1445 Không có con |

## Nhà Oldenburg
| Tên                                                          | Chân dung   | Hoàng gia huy                              | Sinh - mất                                  | Thời gian cai trị | Hôn nhân |
| ------------------------------------------------------------ | ----------- | ------------------------------------------ | ------------------------------------------- | --- | --- |
| Christian I                                                  | không khung | không khung                                | Tháng 2 năm 1426 – 21 tháng 5 năm 1481      | 1 tháng 9 năm 1448 – 21 tháng 5 năm 1481 | Dorothea xứ Brandenburg 28 tháng 10 năm 1449 5 người con |
| Hans                                                         | không khung | không khung                                | 2 tháng 2 năm 1455 – 20 tháng 2 năm 1513    | 21 tháng 5 năm 1481 – 20 tháng 2 năm 1513 | Christina xứ Sachsen 6 tháng 9 năm 1478 6 người con |
| Christian II                                                 | không khung | không khung                                | 1 tháng 7 năm 1481 – 25 tháng 1 năm 1559    | 22 tháng 7 năm 1513 – 20 tháng 2 năm 1523 | Isabel của Castilla 12 tháng 8 năm 1515 6 người con |
| Frederik I                                                   | không khung | không khung                                | 7 tháng 10 năm 1741 – 10 tháng 4 năm 1533   | 13 tháng 4 năm 1523 – 10 tháng 4 năm 1533 | Anna xứ Brandenburg 10 tháng 4 năm 1502 2 người con Sophia xứ Pomerania 9 tháng 10 năm 1518 6 người con                                                                       |
| Ngôi vua bỏ trống (10 tháng 4 năm 1533 – 5 tháng 7 năm 1534) |             |                                            |                                             | | |
| Christian III                                                | không khung | không khung                                | 12 tháng 8 năm 1503 – 1 tháng 1 năm 1559    | 4 tháng 7 năm 1534 – 1 tháng 1 năm 1559 | Dorothea xứ Sachsen-Lauenburg 29 tháng 10 năm 1525 5 người con |
| Frederik II                                                  | không khung | không khung                                | 1 tháng 7 năm 1534 – 4 tháng 4 năm 1588     | 1 tháng 1 năm 1559 – 4 tháng 4 năm 1588 | Sophie xứ Mecklenburg-Güstrow 20 tháng 7 năm 1572 7 người con |
| Christian IV                                                 | không khung | không khung                                | 12 tháng 4 năm 1577 – 28 tháng 2 năm 1648   | 4 tháng 4 năm 1588 – 28 tháng 2 năm 1648 | Anna Katharina xứ Brandenburg 27 tháng 11 năm 1597 7 người con Kirsten Munk 31 tháng 12 năm 1615 12 người con                                                                 |
| Frederik III                                                 | không khung | không khung                                | 18 tháng 3 năm 1609 – 9 tháng 2 năm 1670    | 28 tháng 2 năm 1648 – 9 tháng 2 năm 1670 | Sophie Amalie xứ Braunschweig-Calenberg 1 tháng 10 năm 1643 8 người con |
| Christian V                                                  | không khung | không khung                                | 15 tháng 4 năm 1648 – 25 tháng 4 năm 1699   | 9 tháng 2 năm 1670 – 25 tháng 4 năm 1699 | Charlotte Amalie xứ Hessen-Kassel 15 tháng 6 năm 1667 8 người con |
| Frederik IV                                                  | không khung | không khung                                | 11 tháng 10 năm 1671 – 12 tháng 10 năm 1730 | 25 tháng 4 năm 1699 – 12 tháng 10 năm 1730 | Louise xứ Mecklenburg-Güstrow 5 tháng 12 năm 1695 5 người con Elisabeth Helene von Vieregg 6 tháng 9 năm 1703 1 người conAnna Sophie Reventlow 4 tháng 4 năm 1721 6 người con |
| Christian VI                                                 | không khung |                                            | 30 tháng 10 năm 1699 – 6 tháng 8 năm 1746   | 12 tháng 10 năm 1730 – 6 tháng 8 năm 1746 | Sophie Magdalene xứ Brandenburg-Kulmbach 7 tháng 8 năm 1721 3 người con |
| Frederik V                                                   | không khung | 31 tháng 3 năm 1723 – 14 tháng 1 năm 1766  | 6 tháng 8 năm 1746 – 14 tháng 1 năm 1766    | Louisa của Đại Anh 11 tháng 12 năm 1743 5 người con Juliane Marie xứ Brunswick-Wolfenbüttel 8 tháng 7 năm 1752 1 người con                                                        | |
| Christian VII                                                | không khung | 29 tháng 1 năm 1749 – 13 tháng 3 năm 1808  | 14 tháng 1 năm 1766 – 13 tháng 3 năm 1808   | Caroline Matilda của Liên hiệp Anh 8 tháng 11 năm 1766 2 người con | |
| Frederick VI                                                 | không khung | 28 tháng 1 năm 1768 – 3 tháng 12 năm 1839  | 13 tháng 3 năm 1808 – 3 tháng 12 năm 1839   | Marie Sophie xứ Hesse-Kassel 31 tháng 7 năm 1790 8 người con | |
| Frederick VI                                                 | không khung | 28 tháng 1 năm 1768 – 3 tháng 12 năm 1839  | 13 tháng 3 năm 1808 – 3 tháng 12 năm 1839   | Marie Sophie xứ Hesse-Kassel 31 tháng 7 năm 1790 8 người con | không khung |
| Christian VIII                                               | không khung | 18 tháng 9 năm 1786 – 20 tháng 1 năm 1848  | 3 tháng 12 năm 1839 – 20 tháng 1 năm 1848   | Charlotte Friederike xứ Mecklenburg-Schwerin 21 tháng 6 năm 1806 2 người con Caroline Amalie xứ Schleswig-Holstein-Sonderburg-Augustenburg 22 tháng 5 năm 1815 Không có con       | |
| Frederik VII                                                 | không khung | 6 tháng 10 năm 1808 – 15 tháng 11 năm 1863 | 20 tháng 1 năm 1848 – 15 tháng 11 năm 1863  | Vilhelmine Marie của Đan Mạch 1 tháng 12 năm 1828 Không có con Caroline xứ Mecklenburg 10 tháng 6 năm 1841 Không có con Louise Christine Rasmussen 8 tháng 8 năm 1850 1 người con | |

## Nhà Schleswig-Holstein-Sonderburg-Glücksburg
| Tên                                                              | Chân dung   | Hoàng gia huy | Chữ nổi hoàng gia | Sinh - mất                                | Thời gian cai trị                                    | Hôn nhân                                                            |
| ---------------------------------------------------------------- | ----------- | ------------- | ----------------- | ----------------------------------------- | ---------------------------------------------------- | ------------------------------------------------------------------- |
| Christian IX                                                     | không khung | không khung   | không khung       | 8 tháng 4 năm 1818 – 29 tháng 1 năm 1906  | 15 tháng 11 năm 1863 – 29 tháng 1 năm 1906           | Louise xứ Hessen-Kassel 26 tháng 5 năm 1842 6 người con             |
| Frederik VIII Christian Frederik Vilhelm Carl                    | không khung | không khung   | không khung       | 3 tháng 6 năm 1843 – 14 tháng 5 năm 1912  | 29 tháng 1 năm 1906 – 14 tháng 5 năm 1912            | Lovisa của Thụy Điển 28 tháng 7 năm 1869 8 người con                |
| Christian X Christian Carl Frederik Albert Alexander Vilhelm     | không khung | không khung   | không khung       | 26 tháng 9 năm 1870 – 20 tháng 4 năm 1947 | 14 tháng 5 năm 1912 – 20 tháng 4 năm 1947            | Alexandrine xứ Mecklenburg-Schwerin 26 tháng 4 năm 1898 2 người con |
| Frederik IX Christian Frederik Franz Michael Carl Valdemar Georg | không khung | không khung   | không khung       | 11 tháng 3 năm 1899 – 14 tháng 3 năm 1972 | 20 tháng 4 năm 1947 – 14 tháng 3 năm 1972            | Ingrid của Thụy Điển 24 tháng 5 năm 1935 3 người con                |
| Margrethe II Margrethe Alexandrine Þórhildur Ingrid              | không khung | không khung   | không khung       | 16 tháng 4 năm 1940 – Nay                 | 14 tháng 3 năm 1972 – 14 tháng 1 năm 2024 (thoái vị) | Henri de Laborde de Monpezat 10 tháng 6 năm 1967 2 người con        |
| Frederik X Frederik André Henrik Christian                       | không khung | không khung   | không khung       | 26 tháng 5 năm 1968 – Nay                 | 14 tháng 1 năm 2024 – Nay                            | Mary Elizabeth Donaldson 14 tháng 5 năm 2004 4 người con            |